# Matthew Wilson (rallyrijder)
Matthew James Wilson (Cockermouth, 29 januari 1987) is een Brits rallyrijder. Hij kwam tussen 2006 en 2013 uit in het wereldkampioenschap rally met een Ford Focus RS WRC en later de Ford Fiesta RS WRC. Hij is de zoon van oud-rallyrijder en M-Sport teameigenaar Malcolm Wilson.

## Carrière
Matthew Wilson begon zijn carrière in de autosport in 2002, op dat moment nog actief op het circuit, waarna hij vervolgens in 2003 in het Brits Formule Renault kampioenschap rondreed, rijdend voor Manor Motorsport. Datzelfde jaar was hij voor het eerst actief in de rallysport, toen hij zijn vader Malcolm Wilson navigeerde tijdens een gelijknamige rally. Wilson stapte daarna al snel zelf achter het stuur, en reed zijn eerste WK-rally in het seizoen 2004, tijdens zijn thuisrally in Groot-Brittannië, waarin hij met een Ford Focus WRC als 13e eindigde. In 2005 won hij voor het eerst een rally in het Brits kampioenschap, waarmee hij op 18-jarige leeftijd de jongste winnaar werd van een evenement in deze serie. In deze periode nam hij ook deel aan rally´s buiten Groot-Brittannië, waaronder een aantal in Finland.

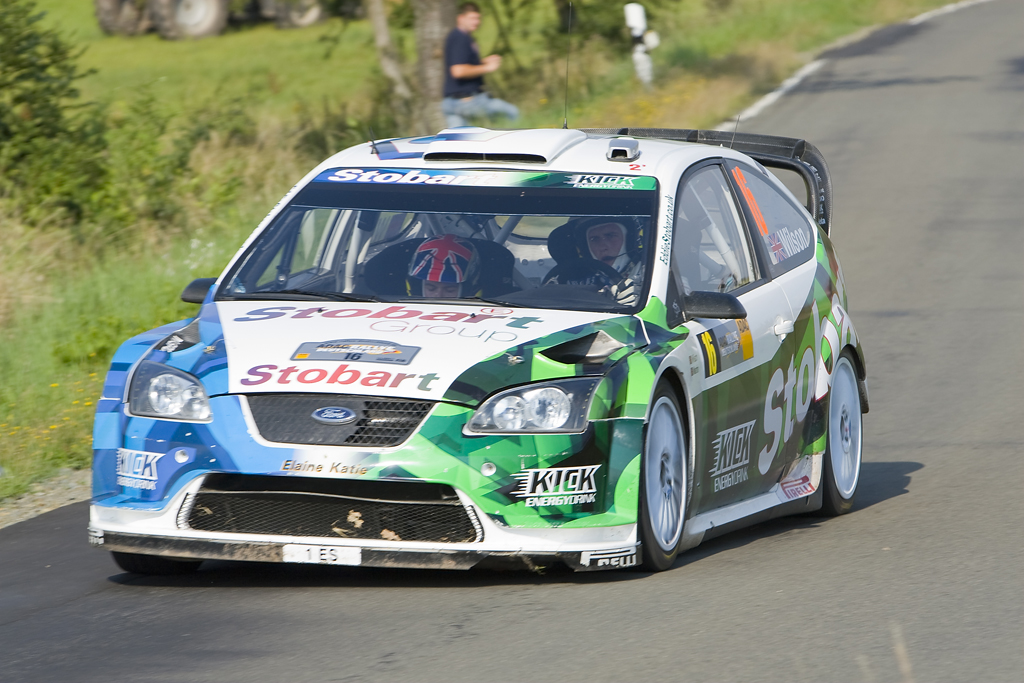
Wilson actief met de Focus RS WRC in Duitsland 2008

Vanaf het seizoen 2006 begon hij volledig programma af te werken in het WK, rijdend voor het Stobart VK M-Sport Ford Rally Team, het tweede team van Ford in het WK-Rally. Wilson reed een vrij onzichtbaar seizoen, maar brak wel een paar records, waaronder de jongste rijder met een klassementsproef overwinning en het behalen van een punt tijdens de Rally van Argentinië. Daarnaast wist Wilson als enige van de vaste rijders in het kampioenschap in al de zestien deelgenomen rally´s de finish te halen. Het jaar daarop werden teamgenoten Henning Solberg en Jari-Matti Latvala geacht om constructeurspunten te scoren voor Stobart Ford, wat de druk op Wilson een stuk verminderde. Hij behaalde deze keer viermaal een finish binnen de punten, met zijn beste resultaat als vierde tijdens de Rally van Japan. In het seizoen 2008 wist hij eveneens in meerdere gevallen punten te scoren, met nu een vijfde plaats als zijn beste resultaat van het jaar en een uiteindelijke toptiennotering in het rijderskampioenschap.

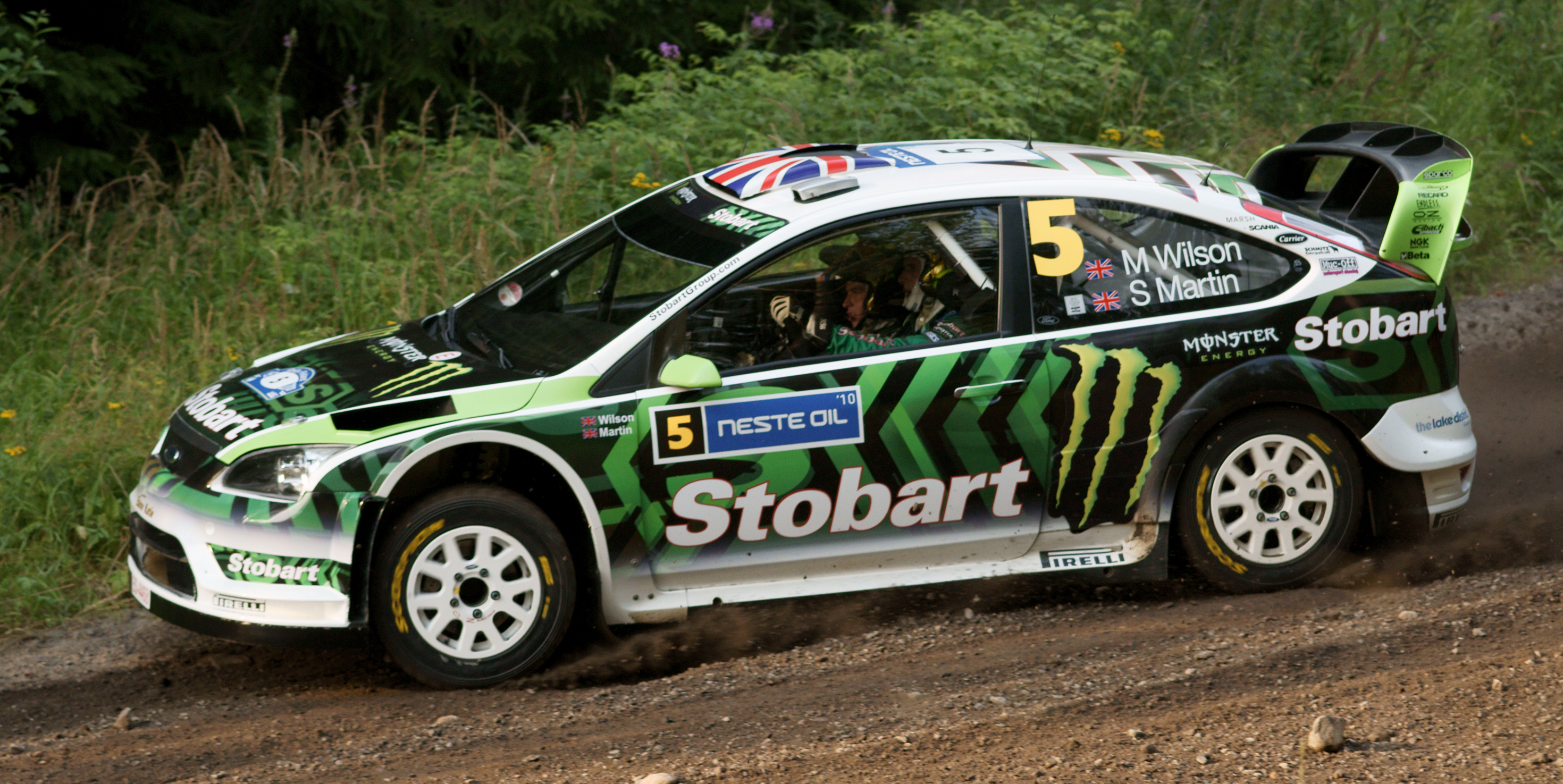
Wilson in het seizoen 2010 actief tijdens de Rally van Finland

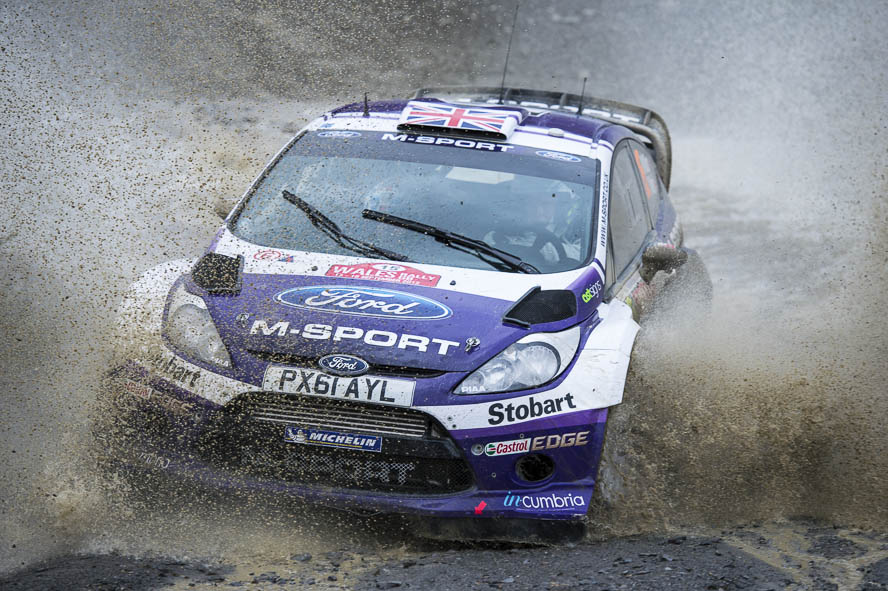
Wilson met de Fiesta RS WRC op weg naar een achtste plaats in Groot-Brittannië in 2012

Het seizoen 2009 verliep relatief voorspoedig voor Wilson, waarin hij op twee rally's na in alle gevallen punten wist te pakken, waaronder drie keer een plaats in de top vijf. Hij eindigde zevende in de stand om het rijderskampioenschap. Dit eindresultaat herhaalde hij in het seizoen 2010. In het seizoen 2011 reed hij voor hetzelfde team met de nieuwe Ford Fiesta RS WRC. Een vierde plaats in Australië was zijn beste resultaat. In 2012 verloor hij zijn plaats bij het Stobart team, en begon het seizoen in plaats daarvan als teamgenoot van Henning Solberg bij het Go Fast World Rally Team. Die trokken hun sponsoring echter vroegtijdig in het seizoen terug, waardoor Wilson in het restant hiervan niet meer in actie kwam. Uiteindelijk keerde hij wel terug in een Fiesta RS WRC tijdens de WK-ronde in Groot-Brittannië, waar hij als achtste eindigde.
In 2013 reed Wilson als vervanger van Nasser Al-Attiyah de WK-ronde in Zweden. Later dat jaar testte hij voor M-Sport ook nog de nieuwe Ford Fiesta R5, maar nam niet meer deel aan een WK-rally. Zijn voorlopig laatste deelname was in Groot-Brittannië in 2014 met een Ford Fiesta RRC. Wilson blijft sindsdien betrokken bij M-Sport, onder meer in testwerk.

## Complete resultaten in het wereldkampioenschap rally
| Seizoen | Inschrijving                       | Auto                 | 1      | 2       | 3      | 4       | 5      | 6      | 7      | 8      | 9      | 10     | 11     | 12      | 13      | 14     | 15     | 16     | Pos. | Punten |
| ------- | ---------------------------------- | -------------------- | ------ | ------- | ------ | ------- | ------ | ------ | ------ | ------ | ------ | ------ | ------ | ------- | ------- | ------ | ------ | ------ | ---- | ------ |
| 2004    | M-Sport                            | Ford Focus RS WRC 02 | MON    | ZWE     | MEX    | NZL     | CYP    | GRI    | TUR    | ARG    | FIN    | DUI    | JPN    | GBR 13  | ITA     | FRA    | SPA    | AUS    | –    | 0      |
| 2005    | Stobart Ford                       | Ford Focus RS WRC 02 | MON    | ZWE     | MEX    | NZL     | ITA    | CYP    | TUR    | GRI    | ARG    | FIN    | DUI    | GBR 15  | JPN     | FRA    | SPA    | AUS    | –    | 0      |
| 2006    | Stobart VK M-Sport Ford Rally Team | Ford Focus RS WRC 04 | MON 15 | ZWE 14  | MEX 16 | SPA 15  | FRA 16 | ARG 8  | ITA 34 | GRI 10 | DUI 12 | FIN 10 | JPN 40 | CYP 10  | TUR 12  |        |        |        | 28   | 1      |
| 2006    | Stobart VK M-Sport Ford Rally Team | Ford Focus RS WRC 06 |        |         |        |         |        |        |        |        |        |        |        |         |         | NZL 27 | AUS 13 | GBR 12 | 28   | 1      |
| 2007    | Stobart M-Sport Ford Rally Team    | Ford Focus RS WRC 06 | MON 12 | ZWE DNF | NOO 26 | MEX 8   | POR 12 | ARG 30 | ITA 12 | GRI 10 | FIN 10 | DUI 9  | NZL 10 | SPA 11  | FRA DNF | JPN 4  | IER 7  | GBR 6  | 11   | 11     |
| 2008    | Stobart VK M-Sport Ford Rally Team | Ford Focus RS WRC 07 | MON 10 | ZWE DNF | MEX 6  | ARG DNF | JOR 5  | ITA 12 | GRI 6  | TUR 7  | FIN 9  | DUI 12 | NZL 17 | SPA 9   | FRA 8   | JPN 7  | GBR 9  |        | 10   | 15     |
| 2009    | Stobart VK M-Sport Ford Rally Team | Ford Focus RS WRC 08 | IER 7  | NOO 7   | CYP 5  | POR DNF | ARG 5  | ITA 6  | GRI 14 | POL 5  | FIN 8  | AUS 6  | SPA 7  | GBR 6   |         |        |        |        | 7    | 28     |
| 2010    | Stobart M-Sport Ford Rally Team    | Ford Focus RS WRC 08 | ZWE 7  | MEX 15  | JOR 5  | TUR 7   | NZL 6  | POR 6  | BUL 9  | FIN 6  | DUI 6  | JPN 23 | FRA 8  | SPA 6   | GBR 7   |        |        |        | 7    | 74     |
| 2011    | Stobart M-Sport Ford Rally Team    | Ford Fiesta RS WRC   | ZWE 9  | MEX DNF | POR 5  | JOR 5   | ITA 9  | ARG 8  | GRI 6  | FIN 8  | DUI 11 | AUS 4  | FRA 10 | SPA DNF | GBR 5   |        |        |        | 7    | 63     |
| 2012    | Go Fast Energy World Rally Team    | Ford Fiesta RS WRC   | MON 11 | ZWE     | MEX    | POR     | ARG    | GRI    | NZL    | FIN    | DUI    |        |        |         |         |        |        |        | 25   | 4      |
| 2012    | M-Sport Ford World Rally Team      | Ford Fiesta RS WRC   |        |         |        |         |        |        |        |        |        | GBR 8  | FRA    | ITA     | SPA     |        |        |        | 25   | 4      |
| 2013    | Qatar World Rally Team             | Ford Fiesta RS WRC   | MON    | ZWE 27  | MEX    | POR     | ARG    | GRI    | ITA    | FIN    | DUI    | AUS    | FRA    | SPA     | GBR     |        |        |        | –    | 0      |
| 2014    | Yazeed Racing                      | Ford Fiesta RRC      | MON    | ZWE     | MEX    | POR     | ARG    | ITA    | POL    | FIN    | DUI    | AUS    | FRA    | SPA     | GBR 14  |        |        |        | –    | 0      |